# سوزان شنايدر
سوزان شنايدر فيلسوفة وعالمة إدراك أمريكية وعالمة معروفة في مكتبة الكونغرس في الولايات المتحدة وأستاذة في جامعة كونيكتيكت وعضوة في موؤسسة الأخلاقيات والنشئة التكنولوجية وعضو هيئة تدريس في مجموعة الأخلاقيات والتكنلوجيا في مركز ييل متعدد التخصصات لأخلاقيات علم الأحياء في جامعة ييل وعضو زائر في معهد الدراسات المتقدمة في برينستون. وحائزة على جائزة الوقف الوطني لأجل العالم للعلوم الإنسانية.
المحتويات

## المجالات الأكاديمية
ينصب تركيز شنايدر الرئيسي على طبيعة الذات والعقل.
ويستكشف الكثير من أعمالها طبيعة الفكر ضمن مجالات علم ماوراء الطبيعة وفلسفة العقل خاصة في ضوء الاكتشافات في علم الإدراك والعمل في علم ماوراء الطبيعة المعاصرة.
وقد جادلت بأن الدماغ حسابي وطورت نسخة جديدة من وضع لغة الفكر(LOT).
وبينما تدعم حوسبة الدماغ، فهي تنقد فيزيائية طبيعة الدماغ بزعم أن النظرية الفيزيائية لم تفهم جيداَ.
كما أنها منخرطة في المناقشات حول الذكاء الاصطناعي (بما في ذلك الذكاء الفائق) وتعزيز العقل (انظر تحميل العقل) وتستخدم أفكارًا من الميتافيزيقيا المعاصرة والأخلاقيات والعلوم المعرفية المتداخلة مع تجارب فكر الخيال العلمي لتوضيح العيوب في المواقف.
وتجادل في مقال نشرته ناسا بأن أكثر الكائنات ذكاءً في الكون من المرجح أن تكون روبوتات فائقة الذكاء. [4]
ظهرت مناقشات حول عملها في نيويورك تايمز ووايردو Humanity + و Big Think 3و Quarks Dailyو Discover Magazineو ساينسو Motherboard و Slate (France) و Popular Mechanics والعديد من المجلات.
كان عملها مؤخرا موضوع حلقة تلفزيونية في برنامج وثائقي على قناة بي بي اس.

## لغة الفكر
أعدت شنايدر نسخة جديدة من منهج لغة الفكر ("LOT").
وفقًا لمنهج LOT ، يفكر البشر وحتى الحيوانات غير البشرية باستخدام «لغة الفكر» - وهي لغة عقلية داخلية لا تعادل أي لغة طبيعية.
وتعتبر هذة اللغة العقلية لغة حسابية لأن التفكير يعتبر بمثابة تلاعب خوارزمي للرموز العقلية، حيث يتم تحديد الخوارزمية من خلال بحث في علم الإدراك. وتنص نظرية العقل الحسابية الكلاسيكية على أن جزء من الدماغ أو كله يعتبر حسابي في هذا المنطق الخوارزمي.
و تقارن شنايدر منهج لغة الفكر بعدوه الرئيسي منهج الاتصال أو الشبكة العصبية في كتابها لغة الفكر مؤكدة على أن كلا النهجان مستنيران. وتعتقد أن الدماغ ربما يكون نظامًا هجينًا - لكونه يعمل كمحرك لمعالجة الرموز ولأنه ذو شبكات عصبية. لاسيما الفكر الواعي التداولي فهو رمزي ولكن تنفذه الشبكات العصبية.
وجادل جيري فودور المهندس المعماري الفلسفي للغة الفكر بأن العقل المعرفي من المحتمل أن يكون غير حسابي فاحتجت شنايدر على تشاؤم فودور موضحة بأن تطوير نظريات حسابية معقدة من الإدراك وكذلك الذكاء الاصطناعي العام تلوح في الأفق. ("AGI")
وتدافع شنايدر أيضًا عن وجهة نظر طبيعة الرموز العقلية (حيث تكون هذه المفردات الأساسية في لغة الفكر). استخدمت بعدها مفهوم الرموز هذا جنبا إلى جنب مع عمل معين على طبيعة المعنى لبناء نظرية لطبيعة المفاهيم. تهدف النظرية الأساسية للمفاهيم إلى أن تكون عالمية ومع وجود نسخة تطبق في حالة الترابط وكذلك النسخ التي تنطبق على كل من النظرية النموذجية ونظرة التعريفات للمفاهيم.

### ماوراء طبيعة العقل
تنص الفيزياء أن كل شيء يتكون من وحدات أساسية مثل الجسيمات أو الحقول أو الأوتار. وتؤكد شنايدر أن نجاح الحوسبة لا يتطلب أن تكون الفيزياء صحيحة.
وتزعم شنايدر أن بعض إصدارات الفيزياء الأكثر شيوعًا تتعارض مع المواقف المقبولة عمومًا بشأن المادة والخصائص في مجال الميتافيزيقيا ذو الصلة.
بالإضافة إلى أن الطبيعة الرياضية للنظريات الفيزيائية الأساسية تقوض الفيزيائية نفسها. وتُعرف الوحدات المادية الأساسية رياضيا، ويجب على الفيزيائي النظر في ما يجعل العبارات الرياضية صحيحة
تناول مجال فلسفة الرياضيات هذه المسألة. وأكثر النظريات جدوى في ذاك المجال تنتج إصدارات غير عملية من الفيزيائية عندما تقترن بنهج فزيائي. على أفضل تقدير تصبح الفيزيائية شكلاً من أشكال الثنائية - وهي الثنائية التجريدية والملموسة، كما أنها تتدنى بضعف مثل ثنائية المادة والخصائص الفزيائية فيما مع الأخذ بعين الاعتبار تفسير بتفسير سببية العقل. وبهذا المعنى تفقد الفيزيائية ميزاتها أمام النظريات المنافِسة

#### علم الأحياء الفلكي والذكاء الاصطناعي (A.I.)
وشنايدر من بين هؤلاء الباحثين الذين يعتقدون أن الكائنات الغريبة الأكثر ذكاءً التي نصادفها ستكون «ما بعد البيولوجية في الطبيعة» وهي شكل من أشكال الذكاء الاصطناعي. (انظر أيضاً إلى بول دافيز وستيفن.ج ديك ومارتن ريس وسيث شوستاك). وهي أول من صرح بأنها ستكون فائقة الذكاء وأننا نستطيع أن نتوقع بعض اشكالها.
ويطلق على سبب هذا الإدعاء بأن معظم الكائنات فائثة الذكاء ستكون «مابعد البيولوجية» مسمى«المراقبة من نافذة صغيرة»، وهذا يعني أنه في الوقت الذي يتعلم فيه أي مجتمع نقل الإشارات اللاسلكية فمن المحتمل أنهم على بعد مئات السنين من تطوير بيولوجيتهم. وكما وصفه أيلون ماسك بأن الكائنات البيولوجية ستكون مجرد «أداة تحميل التمهيد للذكاء الرقمي الفائق».
تطرح شنايدر سؤالين: السؤال الأول كيف لنا أن نفهم تفكير الذكاء الفائق؟ أما السؤال الثاني إذا كان هذا هو الطريق الذي يسلكه الذكاء الفائق فهل ستصبح هذه الكائنات فائقة الذكاء ذات وعي؟ وتطرح «مشكلة صعبة عن وعي الذكاء الصناعي» والذي يشابه بعض الشيء مشكلة ديفد تشالمرز الصعبة عن الوعي، والتي اقلقت الجنس البشري. والمشكلة هي كيف يمكننا أن نعرف أن السيليكون هو النوع الوسيط المناسب لتجربة واعية؟
تحدد شنايدر بالاستفادة من العمل في علم الإدراك الطرق التي قد يفهم بها البشر أنماط التفكير المتقدمة لأنواع معينة من الذكاء الفائق- ألا وهي تلك المعدلة بشكل مماثل للكائنات البيولوجية التي خلقتها. وهي تدعو أنه تحت الظروف المناسبة يمكن للذكاء الصطناعي أن يكون واعيًا.
.التحميل والتعزيز المعرفي والتفردية
ما بعد الإنسانية هي حركة فلسفية وثقافية وسياسية تدل على أن الجنس البشري الآن فقط في مرحلة مبكرة نسبيًا وأن تطوره سيتبدل بتطوير التقنيات.
تلاحظ شنايدر أنه عندما ينظر شخص فيما إذا كان سيحسن باستخدام الطرق الجذرية التي يدعو لها مؤيدو مابعد الاإنسانية (مثل التحميل وإضافة أجزاء دماغٍ سيليكونية قدرات معرفية جديدة أو تحسين الموجودة)، يجب على المرء أن يسأل «هل سأظل أنا هذا المخلوق المعدل جذريًا؟» وإذ لم يكن كذالك، إذًا على أفتراض أن العامل الرئيسي في قرار تعزيز الذات هو التطور الشخصي للشخص، ويجب علينا اعتبار التحسين المذكور في السؤال تحسين غير مرغوب فيه. لأنه عندما تختار التحسين بهذه الطرق الجذرية فهو لا يحسنك حقًا. وفي هذا السياق، وتزعم شنايدر أن المرء لا يستطيع حقًا «تحميل» دماغه ناقلًا وعيه إلى كمبيوتر.وسيؤدي التحميل في أحسن الأحوال إلى إنشاء نسخة حسابية منك فقط.
ستتطلب قرارات التحسين مناقشة عميقة حول مسائل ميتافيزيقية وأخلاقية مثيرة للجدل ويصعب حلها: أسئلة تتطلب التفكير في الهوية الشخصية وطبيعة العقل. في أفضل الأحوال، يجب أن يعترف المجتمع التعددي بتنوع وجهات النظر المختلفة حول هذه الأمور، ولا يفترض أن العلم نفسه يمكنه الإجابة عن أسئلة حول ما إذا كانت الأشكال الجذرية لتعزيز العقل هي شكل من أشكال البقاء.

## الكتب
The Language of Thought: a New Philosophical Direction, MIT Press, 2011.
The Blackwell Companion to Consciousness, (with Max Velmans), eds., Oxford: Blackwell Publishers, 2006.
Science Fiction and Philosophy, Oxford: Wiley-Blackwell, 2009.
1. ↑  مذكور في: المعرف الاستنادي الافتراضي الدولي. مُعرِّف ملف الضبط الاستنادي الافتراضي الدَّولي (VIAF): 31428238. باسم: Schneider Susan. الوصول: 9 أكتوبر 2017.
2. 1 2 3  مذكور في: قاعدة بيانات الضبط الوطنية التشيكية. مُعرِّف الضَّبط الاستناديِّ في قاعدة البيانات الوطنية التشيكية (NLCR AUT): jx20090821034. الوصول: 8 يونيو 2022.